# جيمس سوان (كاتب)
جيمس سوان (بالإنجليزية: James Swan)‏ هو كاتب ومؤلف أمريكي، ولد في 1754 في فايف (اسكتلندا) في المملكة المتحدة، وتوفي في 31 يوليو 1830 في باريس في فرنسا.